# 麹乾固
麴 乾固（きく けんご、? - 601年、在位561年 - 601年）は、高昌国の王。麴宝茂の子。
父の麴宝茂の死後、即位した。延昌と元号を立てた。